# Armand Mannen
Armand Mannen (11 november 1963) is een voormalig Nederlands voetballer. Hij stond in het Nederlandse betaalde voetbal onder contract bij FC Wageningen en speelde bij de amateurs van VV Bennekom.
Hij ging als achttienjarige van amateurvereniging WVV Wageningen over naar profclub FC Wageningen. Hij speelde als verdediger 85 competitieduels in de Eerste divisie. 
Mannen vertrok in 1988 naar Bennekom. Hij voetbalde acht seizoenen voor de zaterdagclub die uitkwam op het hoogste niveau (eerste klasse). 
Na zijn spelersloopbaan werd hij trainer. Anno 2024 is hij voor het vijfde seizoen werkzaam in de jeugdopleiding van De Graafschap. 

## Wedstrijdstatistieken
| Seizoen | Club          | Competitie     | wed. | goals |
| ------- | ------------- | -------------- | ---- | ----- |
| 1981/82 | FC Wageningen | Eerste divisie | 8    | 1     |
| 1982/83 | FC Wageningen | Eerste divisie | 15   | 0     |
| 1983/84 | FC Wageningen | Eerste divisie | 16   | 0     |
| 1984/85 | FC Wageningen | Eerste divisie | 24   | 2     |
| 1985/86 | FC Wageningen | Eerste divisie | 7    | 0     |
| 1986/87 | FC Wageningen | Eerste divisie | 15   | 0     |
| 1987/88 | FC Wageningen | Eerste divisie | 0    | 0     |
| Totaal  | Totaal        | Totaal         | 85   | 3     |